# Camilla Wicks
Camilla Dolores Wicks (ur. 9 sierpnia 1928 w Long Beach w Kalifornii, zm. 25 listopada 2020 w Weston) – amerykańska skrzypaczka i pedagog muzyczny.

## Cudowne dziecko
Urodziła się w rodzinie muzyków. Jej ojcem był Ingwald Wicks (1892–1967), z pochodzenia Norweg (Ingvald Kristian Eriksen Varhaugvik), kompozytor i skrzypek. Jej matka pianistka, Ruby Lenora Wicks, studiowała u kompozytora Xavera Scharwenki. Starsza siostra Camilli, Virginia (1920–2013), była początkowo autorką tekstów piosenek, a następnie managerem takich jazzowych sław jak Nat King Cole, Dizzy Gillespie, Benny Goodman, Charlie Parker, Oscar Peterson, Ella Fitzgerald i in.
Camilla Wicks zaczęła naukę gry na skrzypcach już w wieku 3 lat. Jej pierwszym nauczycielem był ojciec. Mając 7 lat zadebiutowała wykonaniem 4. koncertu skrzypcowego Wolfganga Amadeusa Mozarta w Long Beach Municipal Auditorium. W wieku 8 lat wystąpiła z 1. koncertem skrzypcowym Maxa Brucha, a rok później zagrała 1. koncert skrzypcowy Niccolò Paganiniego. Studiowała w nowojorskiej Juilliard School pod kierunkiem Louisa Persingera, nauczyciela m.in. Yehudi Menuhina, Isaaca Sterna i Ruggiero Ricci. W 1942 Persinger akompaniował 13-letniej Wicks podczas jej solowego debiutu w Filharmonii Nowojorskiej. Rok później zdobyła II nagrodę w prestiżowym Leventritt Competition.

## Kariera artystyczna
W następnej dekadzie regularnie występowała z wieloma orkiestrami pod dyrekcją światowej sławy dyrygentów, m.in. Bruno Waltera, Leopolda Stokowskiego, Artura Rodzińskiego. Odbyła sześć tournée po Europie i zyskała popularność w Skandynawii. Podczas swojego debiutu w Carnegie Hall w 1946 zagrała Koncert d-moll na skrzypce i orkiestrę Jeana Sibeliusa z towarzyszeniem Filharmonii Nowojorskiej pod kierunkiem Artura Rodzińskiego. To wykonanie stało się jej wizytówką. Cztery lata później Wicks wykonała ten koncert w obecności samego kompozytora podczas uroczystych obchodów jego 85. urodzin. Sibelius był zachwycony i wzruszony jej interpretacją. Koncert został przez nią nagrany dla Capitol Records w 1952 w Sztokholmie, orkiestrą dyrygował jej bliski przyjaciel szwedzki dyrygent Sixten Ehrling.
Repertuar Wicks był różnorodny i obejmował szerokie spektrum stylów i idiomów, od Bacha, Mozarta i Beethovena, poprzez Ysaÿe’a, Brahmsa, Francka, aż po Blocha, Milhauda, Dohnanyia czy Honeggera. Wicks często promowała utwory mniej znane, zwłaszcza kompozytorów skandynawskich, którzy nierzadko komponowali specjalnie dla niej. Norweski kompozytor i wiolonczelista Bjarne Brustad dedykował jej kilka swoich kompozycji na skrzypce solo. Dała też wiele premierowych wykonań utworów kompozytorów skandynawskich, m.in. Farteina Valena, Haralda Sæveruda, Klausa Egge, Hildinga Rosenberga. Blisko współpracowała również z Ernestem Blochem.

## Działalność pedagogiczna
W 1951 Wicks wyszła za mąż, a w 1958 przerwała karierę artystyczną, by całkowicie poświęcić się rodzinie i wychowaniu dzieci, których urodziła pięcioro w ciągu 10 lat. Gdy jej małżeństwo rozpadło się po 14 latach, a Wicks została sama z dziećmi, zdecydowała się kontynuować karierę solową. Zainteresowała się także nauczaniem i w kolejnych dziesięcioleciach stała się szanowanym pedagogiem i wykładowcą na wielu amerykańskich akademiach muzycznych, m.in. w San Francisco Conservatory of Music, University of Washington, Uniwersytecie Południowej Kalifornii, Uniwersytecie Stanu Luizjana, University of Michigan, Uniwersytecie Rice’a.
W 1970 objęła Katedrę Skrzypiec w Royal Academy of Music w Oslo i otrzymała tam dożywotnią profesurę. Wykładała również w Norges musikkhøgskole (1974–1976). Do grona jej studentów należało wielu skrzypków współpracujących z czołowymi orkiestrami norweskimi, m.in. Henning Kraggerud, Espen Lilleslåtten, Katrine Buvarp i André Orvik. Jej wkład w muzykę norweską został oficjalnie doceniony w 1999, kiedy to została uhonorowana norweskim Orderem Zasługi. Od lat 80. kierowała Katedrą Skrzypiec w San Francisco Conservatory of Music i pozostała na tym stanowisko aż do emerytury, na którą przeszła w 2005.

## Instrumenty
W dzieciństwie Camilla Wicks koncertowała na małych skrzypcach 1/2 Klotza oraz Grancino z 1700. W początkowym okresie swojej kariery grała na skrzypcach 3/4 Tononiego z 1698, których siła brzmienia nie była wystarczająca do solowych występów w dużych salach koncertowych, co szczególnie przeszkadzało Wicks podczas jej pierwszego europejskiego tournée. Rodzice kupili jej wówczas Stradivariego „Duke of Cambridge” z 1725.

### 1725 „Duke of Cambridge”
Oficjalna nazwa instrumentu to Antonio Stradivari, Cremona, 1725 „Duke of Cambridge, Spohr, Bott”; zawiera ona nazwiska jego pierwszych właścicieli. Do 1927 nie było zgodności wśród znawców przedmiotu co do datowania tych skrzypiec, z powodu zatarcia ostatniej cyfry identyfikacyjnej. Dopiero Alfred Hill ustalił ostatecznie rok powstania instrumentu na 1725.
Stradivarius 1725 „Duke of Cambridge” miał burzliwą historię. W 1894 w Nowym Jorku został skradziony skrzypkowi Jeanowi Josephowi Bottowi, który zakupił go w 1872 od Moritza Hauptmanna, głównie jako lokatę kapitału. Bott zmarł rok później. O kradzież został oskarżony sprzedawca skrzypiec nazwiskiem Fletcher, na podstawie zeznania Augusta Gemündera. Gemünder, szanowany lutnik specjalizujący się w kopiach stradivariusów twierdził, że Fletcher sprzedał skradziony Bottowi instrument (w rzeczywistości była to tania kopia). Fletchera skazano na rok więzienia, jednak po trzech miesiącach został zwolniony, mimo iż wciąż nie odzyskano skrzypiec. Zostały one odnalezione dopiero w 1900, u rodziny nazwiskiem Springer. Ustalono wówczas, że nieznany sprawca krótko po kradzieży sprzedał je w lombardzie za 4 dolary. Następnie instrument kilkakrotnie przechodził z rąk do rąk i nikt nie zorientował się, że to autentyczny stradivarius. Ostatecznie w lipcu 1902 skrzypce wróciły do wdowy po Botcie, a Fletcher został oczyszczony z zarzutów. Cała ta historia została opisana przez Arthura C. Traina w opowiadaniu The Lost Stradivarius wydanym w 1908 w zbiorze True Stories of Crime from the District Attorney's Office (1908).
Camilla Wicks grała na skrzypcach 1725 „Duke of Cambridge” w szczytowym okresie swojej kariery przypadającej na II poł. lat 40. i początek lat 50. XX wieku. Gdy w 1958 zrezygnowała z kariery solowej, sprzedała stradivariusa przekonana, że nie będzie już więcej koncertować.

### Arthur Edward Smith, Sydney, 1959, „Ricci, Wicks”
Kiedy w latach 60. Wicks wznowiła koncerty solowe, jej długoletni przyjaciel, skrzypek Ruggiero Ricci, podarował jej współczesną kopię należących do niego skrzypiec Bartolomeo Giuseppe Guarneri 'del Gesù', Cremona, 1731, „Gibson, Huberman”. Kopię tę, na zamówienie Ricciego, wykonał w 1959 australijski lutnik Arthur Smith. W 1963, podczas swojego występu w Dallas, Ricci zagrał pierwszą połowę koncertu na Guarnerim, a drugą na skrzypcach Smitha, udowadniając, że brzmienie współczesnego instrumentu w niczym nie ustępuje osiemnastowiecznemu.
Skrzypce Smitha stały się ulubionym instrumentem koncertowym Wicks, na którym wykonała „najbardziej satysfakcjonujące interpretacje” i z którym nie rozstała się do końca swojej kariery. W wieku 89 lat, nie mogąc już grać, Wicks zdecydowała się sprzedać skrzypce. „Niech wracają do obiegu. Są zbyt wspaniałe, żeby leżeć w szafie” - stwierdziła. 12 maja 2017 skrzypce Arthur Edward Smith, Sydney, 1959, „Ricci, Wicks” zostały sprzedane na aukcji Tarisio za 84 000 dolarów.

## Dyskografia
- 1952 Sibelius: Concerto In D Minor For Violin And Orchestra, Op.47 – Camilla Wicks with The Symphony Orchestra Of Radio Stockholm, conducted by Sixten Ehrling – Capitol[22]
- 1955 Sibelius: The Swan Of Tuonela; The Return Of Lemminkainen; Concerto in D minor – Camilla Wicks with Stockholm Radio Symphony Orchestra, conducted by Sixten Ehrling – Capitol[22]
- 1968 Klaus Egge: Violin-Concerto, Op. 26 / Piano Sonata No. 2, Op. 27 – Camilla Wicks, Kjell Bækkelund, Oslo Philharmonic Orchestra, conducted by Øivin Fjeldstad (LP, Album) – Philips[22]
- 2005 Beethoven: Violin Concerto – Music & Arts[23]
- 2006 Sibelius, Valen: Violin Concertos – Biddulph Recordings[23]
- 2008 Camilla Wicks (CD) – Simax Classics[22]
- 2015 Camilla Wicks (violin) – Five Decades of Treasured Performances – rec. 1946–1995 (6 CDs) – Music & Arts[5]